# Pezaptera divisa
Pezaptera divisa là một loài bướm đêm thuộc phân họ Arctiinae, họ Erebidae.